# مفتاح إنجليزي

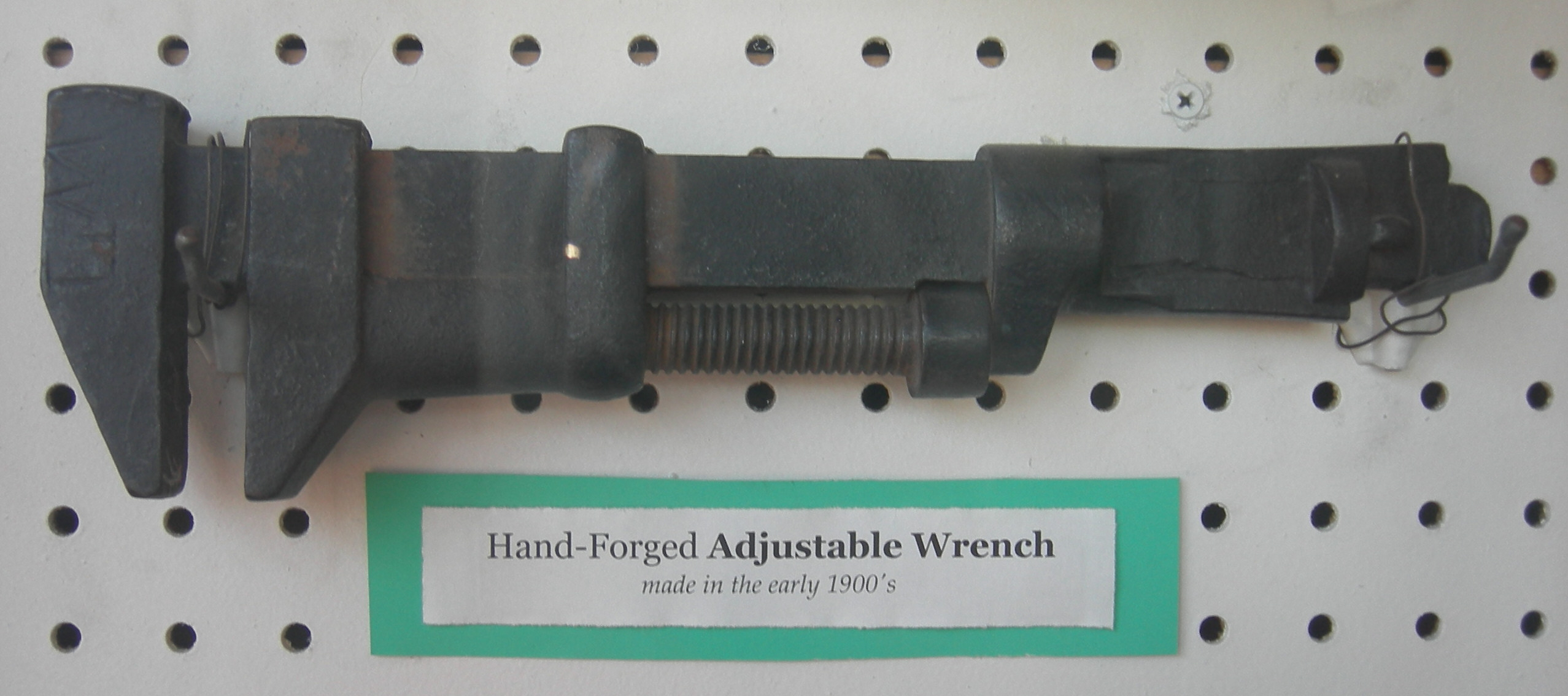
مفتاح ربط قابل للتعديل مصنوع يدوياً من أوائل القرن العشرين.

المفتاح الإنجليزي هو نوع من مفاتيح الربط القابلة للتعديل، وهو عبارة عن تحسين أمريكي في القرن التاسع عشر لمفاتيح الربط الإنجليزية من القرن الثامن عشر. استخدم على نطاق واسع في القرن التاسع عشر وأوائل القرن العشرين. إنه ذو أهمية كتحفة قديمة بين جامعي الأدوات ولا يزال يستخدم في الصيانة والإصلاح.